# Историко-краеведческий музей (Винники)
Историко-краеведческий музей города Винники основан в 1990. Фондовые собрания насчитывают свыше 14 тысяч единиц хранения.
В музее функционируют такие отделы: археологический, средневековой и новой истории, краеведческо-этнографический, отдел истории переселенцев из Холмщины, Лемковщины и Надсянья.
В археологической экспозиции представлены экспонаты со времен мезолита коллекции ряда археологических культур: линейно-ленточной керамики, лейчатой посуды, трипольского, скифского и славянского времен, периодов Древней Руси и средневековья — кременные орудия работы, фрагменты и целые формы керамической посуды, металлические изделия.
История средневековья и нового времени представлена материалами, которые касаются непосредственно развития местности. Это разнообразные предметы повседневного быта, начиная с XIV века, в частности те, которые касаются производства табачных изделий и табачного производства в Галичине. Также в музее представлены произведения сакрального искусства: резьба по дереву представителя украинского барокко Ф. Оленского, а также собрания церковных и церковно-служебных старопечатных книг XVII—XIX в.